# Badminton Finland
Badminton Finland (lokaal: Suomen Sulkapalloliitto) is de nationale badmintonbond van Finland. Anno 2015 telde de bond 6.559 leden, verdeeld over 116 badmintonclubs.
De bond is sinds 1967 aangesloten bij de Europese Bond en was een van de oprichters daarvan.
De huidige voorzitter van de Finse bond is Tarmo Pipatti.

## Toernooien
De SS is verantwoordelijk voor de organisatie van verschillende toernooien door Finland heen.
- Nationale kampioenschappen
- Nationaal gehandicaptenkampioenschap